# Bernterode (Breitenworbis)
Bernterode und Bernterode-Schacht sind Ortsteile der Gemeinde Breitenworbis im thüringischen Landkreis Eichsfeld.

## Lage
Bernterode liegt im Tal der Wipper ungefähr neun Kilometer östlich von Leinefelde-Worbis im Eichsfelder Kessel zwischen den Höhenzügen des Ohmgebirges und der Bleicheröder Berge im Norden und des Dün im Süden. Unmittelbar eingerahmt wird die Ortslage vom Herrenberg (373 m) und Dachsberg (341 m) im Süden und dem Höllberg (353 m) im Norden.
Der Ort selbst ist über die Landesstraßen 2048 und 3080 mit den umliegenden Ortschaften verbunden, nur wenig nördlich verläuft die Bundesautobahn 38 (mit dem Höllbergtunnel) und besitzt einen Haltepunkt der Bahnstrecke Halle–Hann. Münden.
Zur Ortslage gehört noch die einen Kilometer nordwestlich gelegene Siedlung Bernterode-Schacht, welche mit der Eröffnung des Kaliwerkes errichtet wurde. Sie erhielt 1925 die Kreuzkirche.

## Geschichte

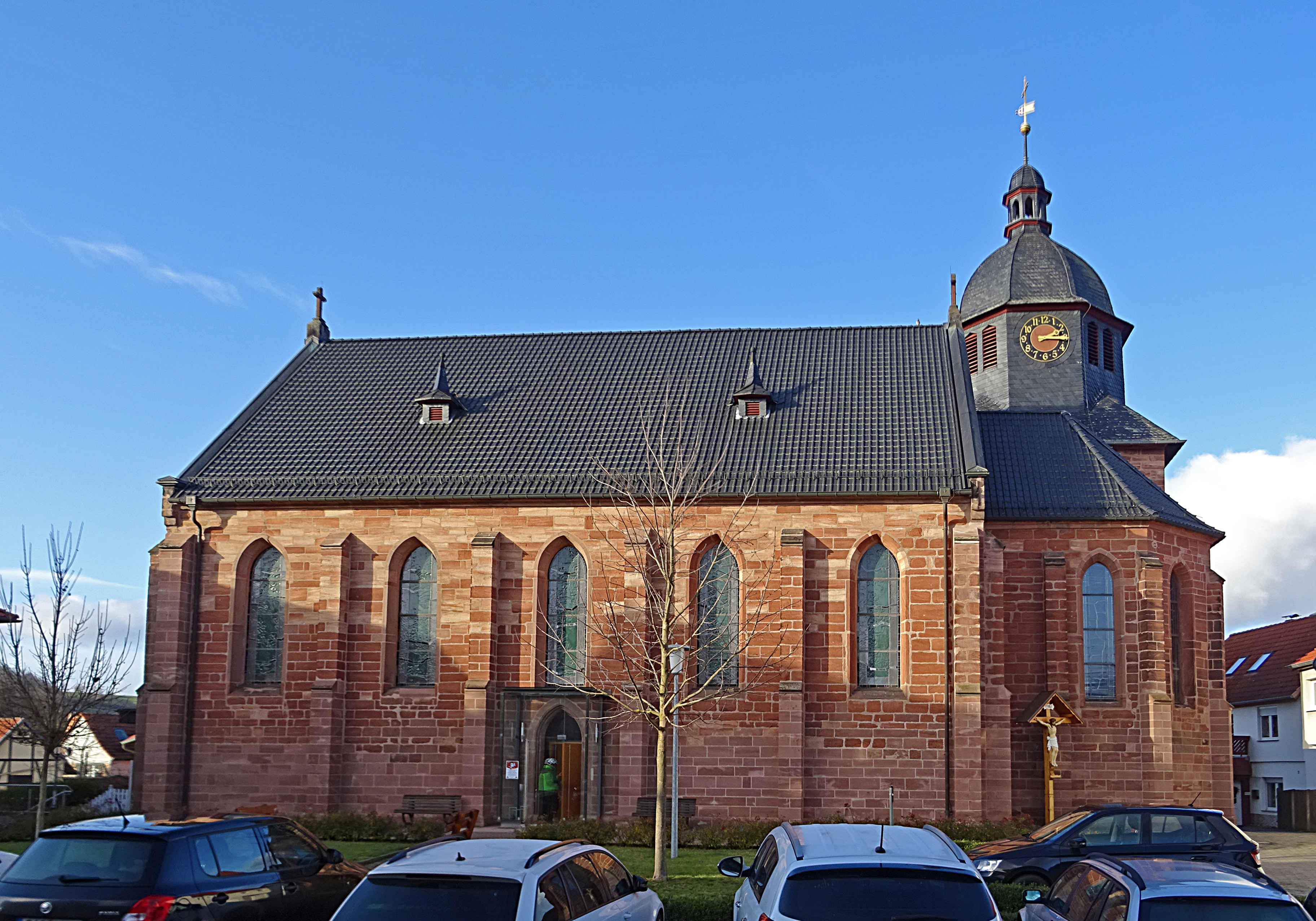
Kirche St. Martin

1174 wird Bernterode erstmals als Bernesrout urkundlich erwähnt.  Es gehörte bis zur Säkularisation 1802 zu Kurmainz. In den Jahren 1591, 1592 und 1601 werden die noch heute existierenden Gebäude Schwerdtsche Mühle, Templer-Haus und Baderscher Hof errichtet.
Die katholische Kirche St. Martin wurde 1605 erbaut, jedoch ist von dieser ursprünglichen Kirche nur der Turm erhalten, da 1866 das Kirchenschiff neu errichtet wurde. 1635/1636 forderte die Pest viele Todesopfer und in den darauf folgenden Jahren litt die Gemeinde unter dem Dreißigjährigen Krieg und den damit verbundenen Truppendurchmärschen und Einquartierungen.
1802 wurde das Eichsfeld mit Bernterode an Preußen übergeben und gehörte unter napoleonischer Herrschaft zum Königreich Westphalen. Ab 1815 war Bernterode Teil der preußischen Provinz Sachsen. 1822/1823 wurde die heutige B 80 und 1867 die Eisenbahn (Haltestelle erst 1897) gebaut.

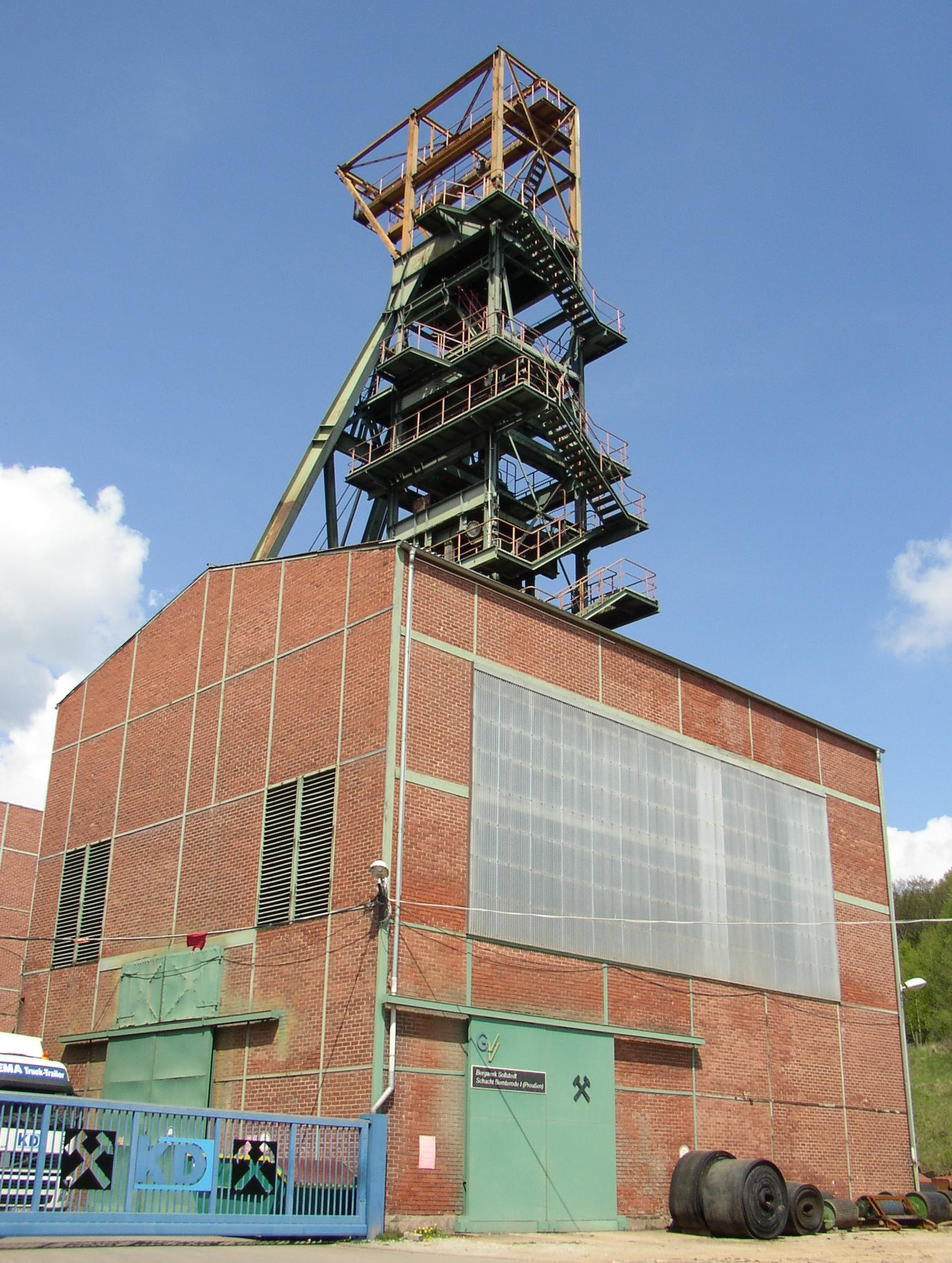
Schacht Bernterode I

Die Vorbereitungen für den Kaliabbau in Bernterode-Schacht begannen 1904 mit der Gründung der Aktiengesellschaft Deutsche Kaliwerke für das Kaliwerk Bernterode. 1905/1906 begann die Förderung im Schacht „Preußen“ und 1912 im Schacht „Sachsen“, das Unternehmen verlegte den Sitz der Verwaltung nach Bernterode. 1907 wurde eine Chlorkaliumfabrik in Betrieb genommen und 1911 die Haltestelle an der Bahnstrecke Halle–Hann. Münden zum Bahnhof ausgebaut, von dem ein Gleisanschluss zum Schacht ausging. Im Ersten Weltkrieg fielen 52 Bernteröder. 1925 erhielten auch die evangelischen Bernteröder ein eigenes Gotteshaus, die Kreuzkirche.
Nachdem im Lauf der Weltwirtschaftskrise 1931 die Kalischächte und die Chlorkaliumfabrik geschlossen wurden, begann 1936 der Bau einer Heeresmunitionsanstalt, die ab 1938 Munition produzierte. Im Zweiten Weltkrieg wurde auf dem Werksgelände an der B 80 ein durch Stacheldraht umzäuntes Lager mit fünf Baracken errichtet, in dem ab 1943 200 Franzosen, dazu später Zwangsarbeiter aus der Sowjetunion sowie 50 italienische Militärinternierte untergebracht wurden, die schwerste Zwangsarbeit leisten mussten. Als im März 1945 die näher rückende Front den Berliner Raum bedrohte, wurden die Särge von Paul von Hindenburg und dessen Frau sowie der Könige Friedrich Wilhelm I. und Friedrich II. von Preußen in den Schacht eingelagert – sowie die Fahnen und Standarten des deutschen Heeres von 1914–1918, die Akten des Auswärtigen Amts, des Katasteramts Kassel, Bilder aus preußischen staatlichen Museen, die Bibliothek von Sanssouci, die preußischen Kronjuwelen, wertvolles Porzellan und 271 Gemälde. US-amerikanische Truppen, die Bernterode in der Endphase des Kriegs besetzt hatten, überführten das Auslagerungsgut größtenteils zum Marburg Central Collecting Point in der US-amerikanischen Besatzungszone, bevor sie den Ort zum 2. Juli 1945 zugunsten der Roten Armee räumten. Zwei Tage später, am 4. Juli 1945, explodierte ein Munitionszug auf dem Gelände der Fabrik und zerstörte Tagesanlagen und Fördereinrichtungen weitestgehend. 1953 erfolgte die Übernahme durch das Kaliwerk Sollstedt, Teile der Anlagen wurden als Wetterschacht benutzt.
2024 wurde ein Verfahren zur Raumverträglichkeitsprüfung für den Abbau eines Kalivorkommens im Ohmgebirge gestartet. Dabei sollen in der bevorzugten Variante die Schächte in Bernterode Schacht genutzt werden. Für die übertägigen Anlagen sind Gebiete im Bereich Bernterode und Bernterode Schacht vorgesehen.
1945 bis 1949 gehörte der Ort zur sowjetischen Besatzungszone und ab 1949 zur DDR. Von 1961 bis zur Wende und Wiedervereinigung 1989/1990 wurde Bernterode von der Sperrung der nahen innerdeutschen Grenze beeinträchtigt. Seit 1990 gehört der Ort zum wieder gegründeten Bundesland Thüringen.
Am 1. September 2009 trat die Gemeinde Bernterode (bei Worbis) mit den beiden Ortsteilen Bernterode-Ort und Bernterode-Schacht freiwillig der Gemeinde Breitenworbis bei.

### Einwohnerentwicklung
Entwicklung der Einwohnerzahl (31. Dezember):
| - 1994: 1606 - 1995: 1571 - 1996: 1578 - 1997: 1502 | - 1998: 1495 - 1999: 1485 - 2000: 1484 - 2001: 1476 | - 2002: 1464 - 2003: 1438 - 2004: 1412 - 2005: 1377 | - 2006: 1362 - 2007: 1328 - 2008: 1309 |

Datenquelle: Thüringer Landesamt für Statistik

### Wappen
Das Wappen wurde am 29. März 1996 verliehen. Die Axt symbolisiert die Rodung des Orts, das Weberschiffchen die traditionelle Textilindustrie seit dem Mittelalter, die Wellen den Fluss Wipper.

## Persönlichkeiten
- Sebastian Stolze (* 29. Januar 1995), Fußballspieler
- Willibald Böck (* 30. Dezember 1946; † 2. August 2016), Politiker